# 率真
《率真》（又译為《弗兰克》）是英国歌手艾米·怀恩豪斯的首张专辑，由小島唱片发行于2003年10月20日。专辑标题指怀恩豪斯歌词的风格，也指她的影响来源之一法蘭·仙納杜拉。该专辑收获了大体上的正面评价，为怀恩豪斯赢得了艾弗·诺韦洛奖。它在英国售出了超过100万张，被英国唱片业协会认证为3×白金唱片。